# Ósmosis inversa

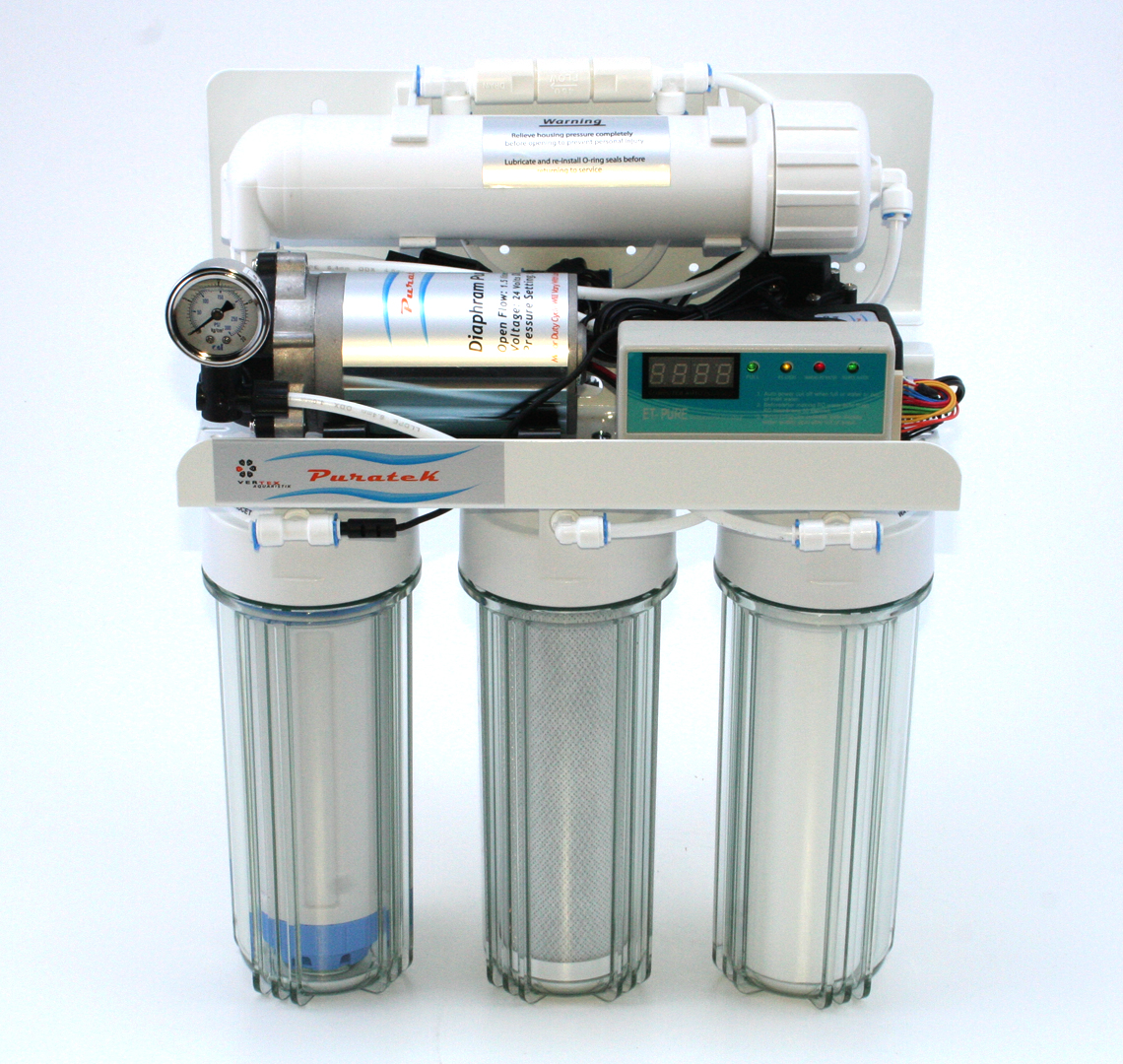
Unidad de ósmosis inversa utilizada para purificar el agua de los acuarios.

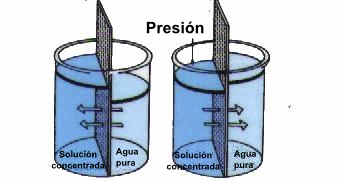
Ósmosis inversa

La ósmosis inversa es una tecnología de purificación del agua que utiliza una membrana semipermeable para eliminar iones, moléculas y partículas más grandes en el agua potable.  Para lograr la ósmosis inversa se aplica una presión para vencer la presión osmótica, que es una propiedad coligativa producida por diferencias de potencial químico del solvente, un parámetro termodinámico.  La ósmosis inversa puede eliminar muchos tipos de elementos suspendidos en el agua, incluyendo bacterias, y está utilizada tanto en procesos industriales como para la producción de agua potable.  El resultado es que la disolución es retenida del lado presurizado de la membrana y el solvente puro puede pasar al otro lado. Para lograr la «selectividad», esta membrana no debe dejar pasar iones o moléculas grandes a través de sus poros (o agujeros), pero debe dejar pasar libremente componentes más pequeños de la solución (como moléculas del disolvente, por ejemplo, agua, H2O).
En el proceso normal de ósmosis, el solvente se mueve naturalmente de un área de baja concentración de la disolución (alto potencial hídrico), a través de una membrana, hacia un área de alta concentración de la disolución (bajo potencial hídrico). La fuerza que ocasiona el movimiento del solvente es la reducción en la energía libre del sistema cuando la diferencia en la concentración del solvente en cualquiera de los lados de una membrana es reducido, generando presión osmótica debido a que el solvente se mueve a la solución más concentrada. La ósmosis inversa es la aplicación de una presión externa para invertir el flujo natural del solvente. El proceso es similar a otras aplicaciones de tecnología con membranas. Sin embargo, hay diferencias claves entre ósmosis inversa y filtrado. 
El mecanismo de extracción predominante en la filtración por membrana es la exclusión por tamaño, en el que los poros son de 0,01 micrómetros o más, por lo que el proceso teóricamente puede conseguir siempre una eficacia perfecta independientemente de la presión y la concentración. La ósmosis inversa aplica difusión, haciendo que el proceso dependa de la presión, el índice de flujo, y otras condiciones.
La ósmosis inversa generalmente se utiliza para la purificación de agua potable a partir de agua de mar, extrayendo la sal y otros efluentes de las moléculas de agua.

## Historia
El proceso de ósmosis a través de membranas semipermeables fue observado por primera vez en 1748 por Jean-Antoine Nollet. Durante los 200 años siguientes, la ósmosis sólo fue un fenómeno observado en el laboratorio. En 1950, la Universidad de California en Los Ángeles investigó por primera vez la desalinización del agua de mar mediante membranas semipermeables. Investigadores de la Universidad de California en Los Ángeles y de la Universidad de Florida consiguieron producir agua dulce a partir de agua de mar a mediados de la década de 1950, pero el flujo era demasiado bajo para ser comercialmente viable hasta que Sidney Loeb y Srinivasa Sourirajan descubrieron en la Universidad de California en Los Ángeles y en el Consejo Nacional de Investigación de Canadá, Ottawa, de técnicas para fabricar membranas asimétricas caracterizadas por una capa de "piel" efectivamente delgada sostenida sobre una región de sustrato de la membrana altamente porosa y mucho más gruesa. John Cadotte, de la empresa Filmtec, descubrió que se podían fabricar membranas con un flujo especialmente elevado y un bajo paso de sales mediante la polimerización interfacial de m-fenilendiamina y cloruro de trimesoilo. La patente de Cadotte sobre este proceso fue objeto de litigio y ha expirado. 

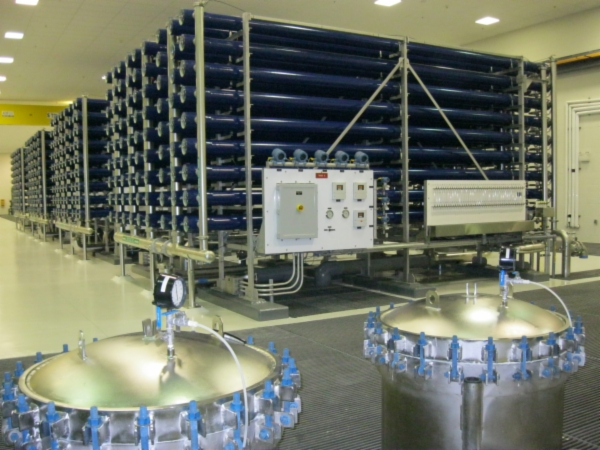
Tren de producción de ósmosis inversa, Planta de ósmosis inversa de North Cape Coral

En la actualidad, casi todas las membranas de ósmosis inversa comerciales se fabrican con ese método. En 2019, había aproximadamente 16.000 plantas desalinizadoras en funcionamiento en todo el mundo, que producían unos 95 millones de metros cúbicos al día de agua desalinizada para uso humano. Alrededor de la mitad de esta capacidad se encontraba en la región de Oriente Medio y Norte de África.
En 1977, Cape Coral (Florida) se convirtió en el primer municipio de Estados Unidos en utilizar el proceso de ósmosis inversa a gran escala, con una capacidad operativa inicial de 11,35 millones de litros diarios. En 1985, debido al rápido crecimiento de la población de Cape Coral, la ciudad contaba con la mayor planta de ósmosis inversa de baja presión del mundo, capaz de producir 56,8 millones de litros al día.
Formalmente, la ósmosis inversa es el proceso de forzar un disolvente desde una región de alta concentración de solutos a través de una membrana semipermeable hasta una región de baja concentración de solutos aplicando una presión superior a la presión osmótica. La mayor y más importante aplicación de la ósmosis inversa es la separación de agua pura del agua de mar y salobre; el agua de mar o salobre se presuriza contra una superficie de la membrana, lo que provoca el transporte de agua desalinizada a través de la membrana y la aparición de agua potable por el lado de baja presión. 
Las membranas utilizadas para la ósmosis inversa tienen una capa densa en la matriz polimérica, ya sea la piel de una membrana asimétrica o una capa polimerizada interfacialmente dentro de una membrana compuesta de película fina, donde se produce la separación. En la mayoría de los casos, la membrana está diseñada para permitir que sólo pase agua a través de esta capa densa e impedir el paso de solutos (como los iones salinos). Este proceso requiere que se ejerza una presión elevada en el lado de alta concentración de la membrana, normalmente de 2-17 bares (30-250 psi) para el agua dulce y salobre, y de 40-82 bares (600-1200 psi) para el agua de mar, que tiene alrededor de 27 bares (390 psi) de presión osmótica natural que debe superarse. Este proceso es conocido por su uso en la desalinización (eliminación de la sal y otros minerales del agua de mar para producir agua dulce), pero desde principios de los años 70 también se utiliza para purificar agua dulce para aplicaciones médicas, industriales y domésticas.

## Aplicaciones de agua dulce

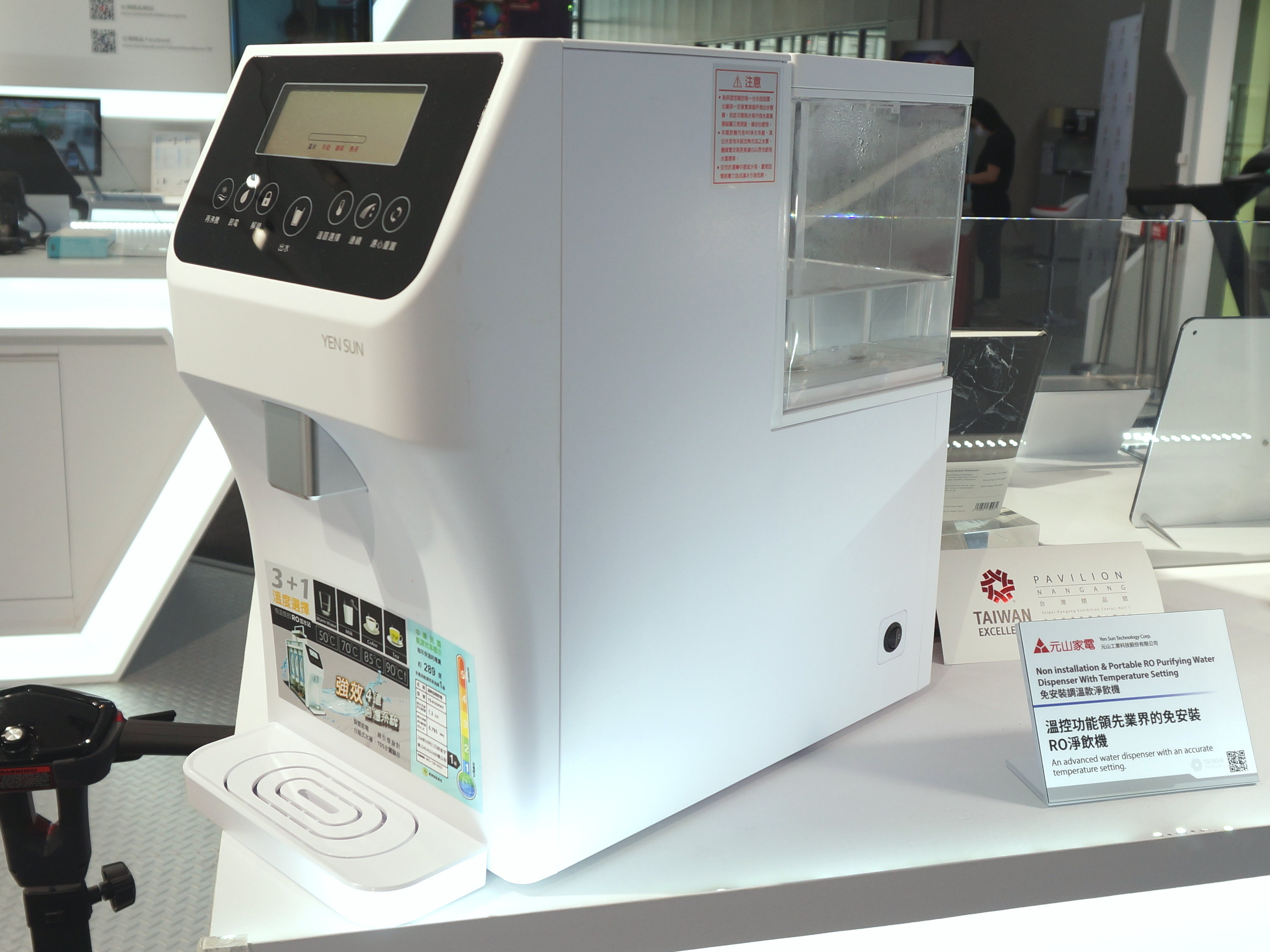
Sistema de ósmosis inversa de sobremesa

### Purificación de agua potable
En todo el mundo, los sistemas domésticos de purificación de agua potable, que incluyen una etapa de ósmosis inversa, se utilizan habitualmente para mejorar el agua para beber y cocinar.
Estos sistemas suelen incluir una serie de pasos:
- un filtro de sedimentos para atrapar partículas, entre ellas óxido y carbonato cálcico
- opcionalmente, un segundo filtro de sedimentos con poros más pequeños
- un filtro de carbón activado para atrapar productos químicos orgánicos y cloro, que atacan y degradan determinados tipos de membranas compuestas de película fina
- un filtro de ósmosis inversa, que es una membrana compuesta de película fina
- opcionalmente, una lámpara ultravioleta para esterilizar los microbios que puedan escapar al filtrado de la membrana de ósmosis inversa
- opcionalmente, un segundo filtro de carbono para capturar las sustancias químicas no eliminadas por la membrana de ósmosis inversa

En algunos sistemas, se omite el prefiltro de carbono y se utiliza una membrana de triacetato de celulosa. El (triacetato de celulosa) es una membrana de subproducto de papel unida a una capa sintética y está fabricada para permitir el contacto con el cloro del agua. Éstas requieren una pequeña cantidad de cloro en la fuente de agua para evitar que se formen bacterias en ella. La tasa de rechazo típica de estas membranas es del 85-95%.
La membrana de triacetato de celulosa es propensa a pudrirse a menos que esté protegida por agua clorada, mientras que la membrana compuesta de película fina es propensa a romperse bajo la influencia del cloro. La membrana compuesta de película fina (TFC) está hecha de material sintético y requiere la eliminación del cloro antes de que el agua entre en la membrana. Para proteger los elementos de la membrana TFC del daño del cloro, se utilizan filtros de carbón como pretratamiento en todos los sistemas residenciales de ósmosis inversa. Las membranas TFC tienen un índice de rechazo superior, del 95-98%, y una vida útil más larga que las membranas de triacetato de celulosa. 
Los procesadores portátiles de agua por ósmosis inversa se venden para la purificación personal del agua en diversos lugares. Para que funcionen con eficacia, el agua que alimenta a estas unidades debe estar bajo cierta presión (280 kPa (40 psi) o más es la norma). Los procesadores portátiles de agua por ósmosis inversa pueden ser utilizados por personas que viven en zonas rurales sin agua potable, lejos de las tuberías de agua de la ciudad. Los habitantes de zonas rurales filtran ellos mismos el agua del río o del océano, ya que el aparato es fácil de usar (el agua salina puede necesitar membranas especiales). Algunos viajeros que realizan largos viajes en barco, pescan o acampan en islas, o en países donde el suministro local de agua está contaminado o es deficiente, utilizan procesadores de agua por ósmosis inversa combinados con uno o varios esterilizadores ultravioleta. 
En la producción de agua mineral embotellada, el agua pasa por un procesador de agua de ósmosis inversa para eliminar contaminantes y microorganismos. Sin embargo, en los países europeos, este tipo de procesamiento del agua mineral natural (según la definición de una directiva europea) no está permitido por la legislación europea. En la práctica, una fracción de las bacterias vivas puede atravesar, y de hecho atraviesa, las membranas de ósmosis inversa a través de pequeñas imperfecciones, o eludir la membrana por completo a través de pequeñas fugas en las juntas circundantes. Por ello, los sistemas completos de ósmosis inversa pueden incluir etapas adicionales de tratamiento del agua que utilizan luz ultravioleta u ozono para evitar la contaminación microbiológica. 
El tamaño de los poros de las membranas puede variar de 0,1 a 5.000 nm según el tipo de filtro. La filtración de partículas elimina partículas de 1 µm o más. La microfiltración elimina partículas de 50 nm o más. La ultrafiltración elimina partículas de aproximadamente 3 nm o más. La nanofiltración elimina partículas de 1 nm o más. La ósmosis inversa pertenece a la última categoría de filtración por membrana, la hiperfiltración, y elimina partículas de más de 0,1 nm. Para la filtración de agua doméstica cuando no es necesario eliminar un exceso de minerales disueltos (ablandar el agua), la alternativa a la filtración por ósmosis inversa es un filtro de carbón activado con una membrana de microfiltración. 

#### Uso descentralizado: ósmosis inversa con energía solar
Una unidad de desalinización solar produce agua potable a partir de agua salina mediante un sistema fotovoltaico que convierte la energía solar en la necesaria para la ósmosis inversa. Debido a la gran disponibilidad de luz solar en diferentes zonas geográficas, la ósmosis inversa solar se presta bien a la purificación de agua potable en lugares remotos que carecen de red eléctrica. Además, la energía solar supera los costes de funcionamiento y las emisiones de efecto invernadero de los sistemas convencionales de ósmosis inversa, lo que la convierte en una solución sostenible de agua dulce compatible con los contextos en desarrollo. Por ejemplo, en el Territorio del Norte de Australia se ha probado con éxito una unidad de desalinización por energía solar diseñada para comunidades remotas.
Aunque el carácter intermitente de la luz solar y su intensidad variable a lo largo del día dificultan la predicción de la eficiencia fotovoltaica y la desalinización durante la noche, existen varias soluciones. Por ejemplo, las baterías, que proporcionan la energía necesaria para la desalinización en horas no soleadas, pueden utilizarse para almacenar energía solar durante el día. Aparte del uso de baterías convencionales, existen métodos alternativos para almacenar la energía solar. Por ejemplo, los sistemas de almacenamiento de energía térmica resuelven este problema de almacenamiento y garantizan un rendimiento constante incluso durante las horas sin luz solar y los días nublados, mejorando la eficiencia global.

#### Uso militar: la unidad de purificación de agua por ósmosis inversa
Una unidad de purificación de agua por ósmosis inversa (ROWPU) es una planta de tratamiento de agua portátil y autónoma. Diseñada para uso militar, puede proporcionar agua potable a partir de casi cualquier fuente de agua. Las fuerzas armadas algunos estados utilizan muchos modelos. Algunos modelos son contenedores, otros son remolques y otros son vehículos en sí mismos. 
Cada rama de las fuerzas armadas tiene su propia serie de modelos de unidades de purificación de agua por ósmosis inversa, pero todas son similares. El agua se bombea desde su fuente bruta hasta el módulo de la unidad de purificación de agua por ósmosis inversa, donde se trata con un polímero para iniciar la coagulación. A continuación, pasa por un filtro multimedios donde se somete a un tratamiento primario para eliminar la turbidez. A continuación, se bombea a través de un filtro de cartucho que suele ser de algodón enrollado en espiral. Este proceso clarifica el agua de cualquier partícula mayor de 5 µm y elimina casi toda la turbidez.
A continuación, el agua clarificada se introduce a través de una bomba de pistón de alta presión en una serie de recipientes donde se somete a ósmosis inversa. El agua producida está libre del 90,00-99,98% de los sólidos disueltos totales del agua bruta y, según las normas militares, no debe tener más de 1000-1500 partes por millón según la medida de conductividad eléctrica. A continuación, se desinfecta con cloro y se almacena para su uso posterior. 

### Depuración de agua y aguas residuales
El agua de lluvia recogida de los desagües pluviales se purifica con procesadores de agua por ósmosis inversa y se utiliza para el riego de jardines y la refrigeración industrial en Los Ángeles y otras ciudades, como solución al problema de la escasez de agua.
En la industria, la ósmosis inversa elimina los minerales del agua de las calderas de las centrales eléctricas. El agua se destila varias veces. Debe ser lo más pura posible para que no deje depósitos en la maquinaria ni provoque corrosión. Los depósitos en el interior o el exterior de los tubos de la caldera pueden provocar un bajo rendimiento de la caldera, reduciendo su eficiencia y dando lugar a una producción de vapor deficiente y, por tanto, a una producción de energía deficiente en la turbina.
También se utiliza para limpiar efluentes y aguas subterráneas salobres. Los efluentes de mayor volumen (más de 500 m3/día) deben tratarse primero en una planta de tratamiento de efluentes y, a continuación, el efluente limpio se somete al sistema de ósmosis inversa. El coste del tratamiento se reduce considerablemente y aumenta la vida útil de la membrana del sistema de ósmosis inversa.
El proceso de ósmosis inversa puede utilizarse para la producción de agua desionizada.
El proceso de ósmosis inversa para la purificación del agua no requiere energía térmica. Los sistemas de ósmosis inversa de flujo continuo pueden regularse mediante bombas de alta presión. La recuperación de agua purificada depende de varios factores, como el tamaño de la membrana, el tamaño de los poros de la membrana, la temperatura, la presión de funcionamiento y la superficie de la membrana.
En 2002, Singapur anunció que un proceso denominado NEWater sería una parte importante de sus futuros planes hídricos. Consiste en utilizar la ósmosis inversa para tratar las aguas residuales domésticas antes de verter el NEWater de nuevo a los embalses.

### Industria alimentaria
Además de la desalinización, la ósmosis inversa es una operación más económica para concentrar líquidos alimentarios (como zumos de frutas) que los procesos convencionales de tratamiento térmico. Se han realizado investigaciones sobre la concentración de zumo de naranja y de tomate. Sus ventajas incluyen un menor coste de funcionamiento y la posibilidad de evitar los procesos de tratamiento térmico, lo que la hace adecuada para sustancias sensibles al calor, como las proteínas y las enzimas que se encuentran en la mayoría de los productos alimentarios. 
La ósmosis inversa se utiliza ampliamente en la industria láctea para la producción de proteína de suero en polvo y para la concentración de leche con el fin de reducir los costes de envío. En las aplicaciones del lactosuero, el lactosuero (líquido que queda tras la fabricación del queso) se concentra con ósmosis inversa desde un 6% de sólidos totales hasta un 10-20% de sólidos totales antes del procesamiento por ultrafiltración. El retentado de la ultrafiltración puede utilizarse después para fabricar diversos sueros en polvo, incluido el aislado de proteína de suero. Además, el permeado de ultrafiltración, que contiene lactosa, se concentra por ósmosis inversa desde un 5% de sólidos totales hasta un 18-22% de sólidos totales para reducir los costes de cristalización y secado de la lactosa en polvo.
Aunque el uso de este proceso se evitó en su día en la industria vinícola, ahora se conoce y utiliza ampliamente. Se calcula que en 2002 había 60 máquinas de ósmosis inversa en Burdeos (Francia). Entre los usuarios conocidos figuran muchos de los vinos de élite (Kramer), como el Château Léoville-Las Cases de Burdeos. 

### Producción de sirope de arce
En 1946, algunos productores de sirope de arce empezaron a utilizar la ósmosis inversa para eliminar el agua de la savia antes de hervirla y convertirla en sirope. El uso de la ósmosis inversa permite eliminar alrededor del 75-90% del agua de la savia, reduciendo el consumo de energía y la exposición del sirope a altas temperaturas. Hay que vigilar la contaminación microbiana y la degradación de las membranas.

### Cerveza baja en alcohol
Cuando la cerveza con una concentración normal de alcohol se somete a ósmosis inversa, tanto el agua como el alcohol atraviesan la membrana más fácilmente que los demás componentes, dejando un "concentrado de cerveza". A continuación, el concentrado se diluye con agua dulce para devolver los componentes no volátiles a su intensidad original.

### Producción de hidrógeno
Para la producción de hidrógeno a pequeña escala, la ósmosis inversa se utiliza a veces para evitar la formación de depósitos minerales en la superficie de los electrodos. 

## Acuarios
Muchos acuariófilos de arrecife utilizan sistemas de ósmosis inversa para su mezcla artificial de agua de mar. El agua corriente del grifo puede contener un exceso de cloro, cloraminas, cobre, nitratos, nitritos, fosfatos, silicatos o muchas otras sustancias químicas perjudiciales para los organismos sensibles de un entorno de arrecife. Contaminantes como los compuestos nitrogenados y los fosfatos pueden provocar un crecimiento excesivo e indeseado de algas. Una combinación eficaz de ósmosis inversa y desionización es la más popular entre los acuariófilos de arrecife, y se prefiere a otros procesos de purificación del agua debido al bajo coste de propiedad y los mínimos gastos de funcionamiento. Cuando hay cloro y cloraminas en el agua, es necesaria la filtración por carbono antes de la membrana, ya que la membrana residencial común utilizada por los acuariófilos de arrecife no puede con estos compuestos.
Los acuaristas de agua dulce también utilizan sistemas de ósmosis inversa para replicar las aguas muy blandas de muchas masas de agua tropicales. Aunque muchos peces tropicales pueden sobrevivir en agua del grifo convenientemente tratada, la cría puede resultar imposible. Muchas tiendas de acuariofilia venden contenedores de agua de ósmosis inversa para este fin. 

### Limpieza de ventanas
Un método cada vez más popular de limpieza de ventanas es el llamado sistema de "pértiga alimentada con agua". En lugar de lavar las ventanas con detergente de la forma convencional, se friegan con agua altamente purificada, que suele contener menos de 10 ppm de sólidos disueltos, utilizando un cepillo en el extremo de una larga pértiga que se maneja desde el nivel del suelo. Para purificar el agua se suele utilizar la ósmosis inversa. 

## Reciclado de las membranas de ósmosis inversa
Las membranas de ósmosis inversa tienen el potencial de obstruirse y sufrir daños con el tiempo, lo que puede conducir a la reducción de su vida útil y efectividad. Por esta razón, que el reciclaje de estas es fundamental para reducir la cantidad de residuos que van a vertederos, así como también disminuir la contaminación, la explotación de los recursos naturales, costos y energía.
Antes de abordar el proceso de reciclaje, el primer paso es identificar las partes principales de las membranas de OI y su composición. A continuación se expone la estructura y su correspondiente composición.
| Componente de elemento de membrana      | Composición                                                      |
| Cubierta exterior (12%)                 | Fibra de vidrio                                                  |
| Espaciador de alimentación (9%)         | PP (polipropileno)                                               |
| Espaciador de permeado (13%)            | PET (tereftalato de polietileno)                                 |
| Membrana (41%)                          | Poliamida aromática Polisulfona microporosa Soporte de poliéster |
| Tubo de permeado/tapas de extremo (17%) | ABS (Acrilonitrilo butadieno estireno)                           |
| Pegamentos (7%)                         | Resina epoxica                                                   |
| Anillo de goma (1%)                     | EPDM (etileno-propileno-dieno)                                   |

Por ello, teniendo en cuenta todos estos datos, el reciclaje de estas unidades se realiza mediante los siguientes procesos: reciclaje mecánico, reciclaje químico y la recuperación de energía.
Reciclaje mecánico
El reciclaje mecánico es la técnica que recupera materiales de desecho y los transforma en nuevos bienes mediante la acción de fuerzas mecánicas. Este método de reciclaje consta de 5 etapas. Primeramente, la unidad es recolectada. En segundo lugar, se realiza la primera clasificación, que consiste en la clasificación de los residuos por tipo de material (manualmente) y luego por tipo de polímero mediante un espectrofotómetro. Posteriormente, se lavan para eliminar el polvo o la suciedad en la fase de lavado. Este procedimiento de limpieza es fundamental para garantizar la calidad de los productos reciclados, así como para prevenir daños en la maquinaria. Sucesivamente, se produce el triturado, que implica la trituración mediante la acción de una trituradora. Finalmente, tiene lugar la etapa de extrusión. Esta última una tecnología de conversión continua de plástico que implica la deformación plástica del plástico triturado mediante la acción de un tornillo que gira en un barril calentado. De esta forma, el plástico fundido es empujado a través de una matriz y el producto resultante se caracteriza por tener una sección transversal constante.
Con respecto a las membranas de RO, esta técnica se emplea para los componentes de ABS, PET y PP, es decir, el tubo central, las tapas de los extremos y los espaciadores.
Reciclaje químico
El reciclaje químico en membranas de ósmosis inversa es cualquier proceso de reciclaje o reutilización de esta usando compuestos químicos. Este tipo de reciclaje tiene el mayor potencial para superar las limitaciones del reciclado mecánico. Sin embargo, su tecnología aún no se ha desarrollado lo suficiente, por lo que su uso es menor. Esto se debe a la complejidad y al precio del proceso.  
Entonces, dependiendo de las condiciones que se encuentre la membrana de OI se pueden distinguir dos tipos de reciclaje:
- Reciclaje químico directo: Esta ramificación del reciclaje químico consiste en la eliminación total del ensuciamiento acumulado mediante un agente oxidante, con una degradación parcial o total de la capa de poliamida como consecuencia. En este tipo de reciclaje se trata toda la unidad de membrana y esta no puede sufrir un ensuciamiento mayor a 25 kg ni estar dañada físicamente. Este proceso consta de 3 etapas:[19]  
  1. Autopsia y limpieza de la membrana: La membrana se almacena en condiciones húmedas y se realiza una autopsia de la membrana antes de los procedimientos de limpieza. En los procedimientos estándar de limpieza de los sistemas de membrana, las membranas se cepillan suavemente durante 5 minutos exactos mientras se sumergen en una serie de soluciones de pH diferentes, como sigue 7,0 (H2O), 11 (NaOH), 7, 4 (HNO3) y 7,0 (H2O).
  2. Oxidación de la membrana: Para la etapa de oxidación se han probado históricamente diferentes compuestos químicos. Entre ellos, el tratamiento con NaClO consiguió la mayor permeabilidad en membranas recicladas. Además, la solución de NaClO presentaba una mejor estabilidad química y reutilización, permitiendo la producción de un menor volumen de efluentes en una aplicación a gran escala. La exposición a una solución concentrada de cloro libre elimina el ensuciamiento de la membrana, mientras que la densa capa de poliamida se degrada intencionadamente, ya sea parcialmente, alcanzando propiedades NF, o totalmente, alcanzando propiedades UF.
  3. Investigación del rendimiento de la nueva membrana: Por último, se prueba la membrana en función de la nueva aplicación.

- Reciclaje químico indirecto: En el reciclaje químico indirecto se tratan las piezas de la membrana de OI de forma individual. Esto se debe a que la membrana ya sufre un ensuciamiento mayor a 25 kg y/o que puede estar físicamente dañada, por lo que no se puede aplicar el método de reutilización. El objetivo es la descomposición de estos materiales sintéticos a través de reacciones químicas para obtener los compuestos constituyentes y reutilizarlos. Entonces, cada componente tiene su respectivo proceso de reciclaje, por ende, depende únicamente del material que esté constituida esa pieza. Estos procesos típicamente usan el principio de la depolimerización de la sustancia, pero también puede haber otros tipos de proceso como la desvulcanización del caucho.[18]